# 奎尼鎮區 (密蘇里州聖路易斯縣)
奎尼鎮區（英語：Queeny Township）是位於美國密蘇里州聖路易斯縣的一個行政鎮區。

## 地方資料
奎尼鎮區的面積為33.14平方千米，當中陸地面積為32.54平方千米，而水域面積為0.60平方千米。根據2020年美國人口普查的數據，當地共有人口38274人，而人口密度為每平方千米1,154.92人。